# Karl zu Leiningen (1928-1990)
Karl Vladimir Ernst Heinrich zu Leiningen (Coburg, 2 januari 1928 - Vered Hagalil, 28 september 1990) was een prins van Leiningen. Hij was de tweede zoon van Karl zu Leiningen en Maria Kirillovna Romanova. Hij was een achterkleinzoon van zowel de Britse koningin Victoria als de Russische tsaar Alexander II.
Zelf trad hij op 14 februari 1957 in het huwelijk met prinses Marie Louise van Bulgarije, het oudste kind van tsaar Boris III van Bulgarije en diens vrouw Johanna van Savoye en de oudere zuster van Simeon, de laatste tsaar der Bulgaren.
Het paar kreeg twee kinderen:
- Karel Boris (1960)
- Herman Frederik (1963)

In 1968 scheidde het paar.